# Saison 2008-2009 de l'Olympique lyonnais
Maillots
Chronologie
Saison précédente Saison suivante
La saison 2008-2009 de l'Olympique lyonnais est la cinquante-neuvième de l'histoire du club. Le club la débute en tant que tenant du titre de la Coupe de France et du championnat de Ligue 1. Un doublé Coupe-Championnat qui n'avait jamais été réalisé dans l'histoire du club. L'OL est également qualifié pour la Ligue des champions de l'UEFA et se retrouve dans le premier chapeau, qui permet de déterminer les têtes de série pour les phases de poule. Le club joue également la Coupe de la Ligue et la Coupe de France.
Sept joueurs lyonnais ont été sélectionnés avec l'équipe de France de football pour participer à l'Euro 2008. Ces joueurs sont Grégory Coupet, François Clerc, Jean-Alain Boumsong, Sébastien Squillaci, Jérémy Toulalan, Sidney Govou, Karim Benzema. Hatem Ben Arfa a été recalé à la suite du passage de la liste élargie de trente joueurs à la liste définitive de vingt-trois joueurs. Du côté des autres sélections européennes, Kim Källström a joué pour la sélection suédoise, Milan Baros avec la République tchèque et Fabio Grosso avec l'Italie. Malgré ses blessures et son faible temps de jeu durant la saison 2007-2008, Patrick Müller est sélectionné avec la Suisse. Soit au total onze joueurs de l'effectif lyonnais convoqués pour cette compétition.
Du côté des changements de joueurs, on peut noter le départ annoncé de Grégory Coupet qui est remplacé par Hugo Lloris au poste de gardien titulaire mais également la fin du contrat liant Patrick Müller à l'Olympique lyonnais. De leurs côtés, Miralem Pjanić, Ederson, Jean II Makoun, John Mensah et Frédéric Piquionne ont fait leur apparition entre Rhône et Saône. Alain Perrin ayant été limogé par le club, Claude Puel signe, le 18 juin 2008, un contrat pour 4 ans avec l'OL pour occuper la place de manager général. 
Le 25 novembre 2008, l'OL se qualifie pour les huitièmes de finale de la Ligue des champions en battant la Fiorentina avant le dernier match de poule. Le 11 mars 2009, l'OL est éliminé après une lourde défaite au Camp Nou par cinq buts à deux, après un match nul à Gerland un partout, contre le FC Barcelone, qui gagne la compétition. 
Finalement, aucun trophée n'est remporté par l'OL cette saison. Le club perd son titre de champion de France et a été prématurément éliminé des coupes nationales, au stade des huitièmes de finale.

## Histoire

### Repères historiques

#### Un début de saison prometteur
Le mois d'août se révèle être un bon cru pour l'Olympique Lyonnais. Malgré la perte du Trophée des champions, gagné déjà six fois, face à Bordeaux, le club compte durant ce mois trois victoires et un nul en championnat. Cet excellent départ lui permet de figurer à la deuxième place du classement à la fin du mois. Le mois de septembre voit l'Olympique lyonnais s'emparer de la première place du classement, dès le premier match contre Nice. Avec un bilan de trois victoires en trois matchs en championnat, mais seulement deux matchs nuls sur deux en Ligue des champions, le bilan est mitigé. S'il permet à Lyon d'afficher une grande maîtrise des débats au niveau domestique, il est loin de dominer son groupe en Ligue des champions comme sa place dans le premier chapeau pouvait le laisser supposer au départ. 
Par ailleurs, le groupe lyonnais doit faire face à des difficultés dans son secteur défensif, dues entre autres à de nombreuses blessures. Ainsi, l'absence de véritable solution de rechange à Fabio Grosso impose à l'entraineur de placer à la gauche de sa défense des joueurs qui ne donnent pas vraiment satisfaction, Mensah face à Nice et au Bayern, Källström face à la Fiorentina. Le bilan est de six buts pris en cinq matchs en septembre contre zéro en quatre matchs en août.

#### La multiplication des matchs et les problèmes physiques
Le mois d'octobre est difficile pour l'OL, et, étrangement, s'inverse par rapport au mois précédent : très moyen en championnat et très correct en Ligue des champions. En championnat, avec une défaite, deux nuls et une seule victoire, le club marque le pas, et ne garde la première place au classement que grâce à l'irrégularité de ses poursuivants. Le secteur défensif est toujours fortement mis en cause, avec huit buts encaissés en trois matchs face à Rennes, Lille et le Steaua Bucarest. Claude Puel lance donc dans le bain le jeune défenseur formé au club Lamine Gassama, en particulier contre le FC Sochaux où il est titulaire à droite de la défense, et où il joue tout le match. Malgré tout, le club parvient à se reprendre en Ligue de Champions, à la faveur d'une spectaculaire victoire contre le club roumain de leur groupe, cinq buts à trois.
Le mois de novembre est difficile pour les Lyonnais, avec pas moins de huit matchs toutes compétitions confondues, sans compter les matchs internationaux. Les problèmes physiques continuent, l'OL passe un mois délicat, et se retrouve à devoir faire entrer des jeunes joueurs à de nombreuses reprises. Ainsi, le jeune latéral Timothée Kolodziejczak fait son premier match en Ligue 1 contre le PSG, remplaçant Anthony Réveillère dès la douzième minute. Lamine Gassama est également régulièrement utilisé.
Au niveau du championnat, avec trois victoires, un nul et une défaite, l'OL continue sur un rythme de champion, et ses poursuivant ne lui reprennent pas réellement de terrain. Cette bonne série est entachée par l'élimination en huitième de finale de la coupe de la ligue face à un club de Ligue 2, le FC Metz.
En Ligue des champions, par contre, l'Olympique lyonnais reprend de l'assurance grâce à deux victoires probantes contre le Steaua Bucarest et la Fiorentina. Cela lui permet d'assurer la qualification en huitièmes de finale de l'épreuve, avant le dernier match, qui détermine la première place du groupe.
Les problèmes physiques se multiplient pour les joueurs lyonnais. Le 11 novembre, Fábio Santos est blessé à la cheville lors du match de coupe de la ligue perdu contre le FC Metz, à cause d'un tacle de Johansen. Le 24 novembre, Mathieu Bodmer est opéré pour une pubalgie, et subi une absence estimée à deux mois et demi et fin novembre, Benzema est arrêté deux semaines, pour une lésion à la cuisse probablement contractée lors du match de l'équipe de France France - Uruguay. Dans le même temps, César Delgado et Fábio Santos reviennent de blessure. D'un autre côté, John Mensah revient de blessure pour le match contre la Fiorentina.

#### Des résultats en baisses
Avec deux défaites, un match nul et une victoire étriquée, l'Olympique lyonnais connait un mois de décembre difficile. En championnat, son parcours ne lui permet pas de maintenir ses poursuivants à distance, notamment les Girondins de Bordeaux, qui remportent neuf points sur neuf. Ils reviennent ainsi à trois points des leaders avant la trêve hivernale, qui conserve toutefois son titre honorifique de champion d'automne. En Ligue des champions, leur défaite face au Bayern de Munich leur prive de la tête de leur groupe de poule. Cette deuxième place a comme conséquence de les faire rencontrer le FC Barcelone en huitièmes de finale. 
Le 12 décembre 2008, Frédéric Piquionne remporte le Ballon de plomb 2008 décerné par Les Cahiers du football, devançant le Marseillais Ronald Zubar. Il est notamment « récompensé » pour ses malheureux choix de carrière.
En championnat, Lyon commence l'année 2009 avec une victoire et un match nul, un rythme qui l'empêche de distancer ses poursuivants. Il finit le mois de janvier avec seulement un point de plus que Bordeaux, et de nombreuses équipes à courte distance. Le match des trente-deuxièmes de finale de la Coupe de France, devant théoriquement avoir lieu le 3 janvier, est reporté à cause du terrain gelé au 24 janvier. Le match de seizième de finale devant se jouer à ce moment-là est reporté au 27 janvier. L'Olympique lyonnais démarre bien la compétition en ne se faisait pas piéger par Concarneau, et en battant l'Olympique de Marseille en seizième de finale.
Le mois de janvier surcharge une fois de plus l'infirmerie du club. Malgré le fait que François Clerc reprenne l'entrainement avec le groupe le 13 janvier, Sidney Govou se blesse à l'entrainement le 14, écopant d'une rupture totale du tendon d'Achille. Il est indisponible jusqu'à la fin de la saison. Le même jour, John Mensah annonce qu'il a une déchirure de l’aponévrose du quadriceps gauche, qui l'oblige à arrêter trois semaines. Le 17 janvier, Ederson est blessé à la cheville lors du match contre Grenoble, il manque ainsi le match de coupe de France contre l'US Concarneau.
L'Olympique lyonnais ne fait finalement aucun recrutement lors de la trêve. Malgré de nombreuses blessures dans le secteur défensif qui ont perturbé toute la première partie de la saison, les dirigeants de l'OL jugent inutile de faire venir un renfort. À l'inverse, l'OL n'enregistre aucun départ. Ceci, malgré les différents de Fred avec son club. L'OL propose à son joueur de le laisser partir gratuitement s'il rentre au Brésil, ne demandant qu'une petite indemnité pour le laisser partir pour un autre club européen. Mais ce dernier ne part pas malgré quelques propositions venant de son pays de naissance. Il commence ainsi l'année en ne jouant plus qu'en CFA.

#### Le second souffle
En championnat, l'Olympique lyonnais connait un bon mois de février. Seul le 97e derby se solde par un match nul, les trois autres rencontres tournant à l'avantage de l'équipe rhodanienne. Finissant le mois avec une avance de six points sur le deuxième, le PSG, le club entame les huitièmes de finale de la Ligue des champions l'esprit tranquille. Le premier match de cette compétition, contre le FC Barcelone se solde par un match nul un but partout qui montre une équipe lyonnaise de haut niveau, pas loin de celui de l'équipe catalane.
En début de mois, César Delgado se blesse lors du derby contre Saint Étienne. L’Argentin souffre d’une déchirure aux adducteurs. Il est absent jusqu'au match contre l'AS Nancy, et présent lors du grand choc contre Barcelone. Bodmer et Clerc, quant à eux, reviennent doucement à la compétition en passant le mois de février avec la CFA.

Le mois de mars commence mal pour l'Olympique lyonnais, après un match nul à domicile en championnat contre Rennes, ils sont éliminés de la coupe de France par Lille sur le score de trois buts à deux. Ils sont de nouveau battus par Lille en championnat deux buts à zéro, permettant au PSG de revenir à un point derrière eux au classement. Ils jouent ensuite contre le FC Barcelone en ligue des champions et perdent cinq buts à deux. Une déroute qui a laissé des traces, puisque dans la foulée les Lyonnais s'inclinent à domicile face à Auxerre. Il se reprennent néanmoins en battant Sochaux deux buts à zéro au stade de Gerland. Les Lyonnais se rassurent à nouveau en allant s'imposer au Mans par trois buts à un lors de la trentième journée de Ligue 1. Mais les poursuivants, l'Olympique de Marseille en particulier, talonnent toujours les champions de France en titre. Une passation de pouvoir qui se matérialise au soir du 12 avril 2009. Les Marseillais battent Grenoble tandis que les hommes de Claude Puel obtiennent difficilement un résultat nul à Gerland face à Monaco. De mauvais augure, une semaine avant un déplacement périlleux chez un autre concurrent dans la course au titre, les Girondins de Bordeaux.

#### Un titre définitivement perdu
Après quatre matchs sans victoire et sans but marqué, l'Olympique lyonnais se retrouve à la troisième place du classement du championnat de France. Le match contre le FC Nantes, le 12 mai, permet à l'OL de renouer avec la victoire et de conserver sa troisième place devant le Paris SG. Le club termine la saison sur une série de trois victoires et un nul, mais les deux clubs qui le précédent tiennent le rythme, et il doit se contenter de la troisième place. L'avant-dernier match est l'occasion de voir Juninho, joueur emblématique, marquer son centième but, lors de son dernier match au sein du club. 

### Bilan de la saison

#### En championnat
En championnat, le bilan de la saison est en dessous des objectifs. Après sept saisons au sommet, l'ambition initiale était de remporter un nouveau trophée. De plus, la troisième place finalement obtenue qualifie le club pour le tour préliminaire de la Ligue des champions, ce qui ne lui garantit pas de jouer la phase de groupe. Sur le plan du jeu, Claude Puel n'a pas réussi à assoir la même qualité qu'autrefois malgré un parcours avec soixante-et-onze points obtenus, et un classement de deuxième meilleure défense. Aulas lui a toutefois conservé sa confiance. Parmi les raisons invoquées pour expliquer la baisse de niveau du jeu lyonnais figure un recrutement jugé déficient depuis quelques saisons,, une succession de blessures aux même postes, essentiellement en défense, une modification de la philosophie de jeu par rapport à l'année précédente, avec une baisse de la qualité générale du jeu de l'équipe et une cassure psychologique après la défaite contre le FC Barcelone. Le défenseur Cris affirme ainsi durant l'été 2009 « La saison dernière, on a laissé tomber le championnat durant les deux derniers mois. ».
L'Olympique lyonnais termine avec soixante et onze points, son plus mauvais résultat depuis 2002-2003. Il est la troisième meilleure attaque avec cinquante deux buts marqués, la deuxième meilleure défense avec vingt-neuf buts encaissés. Toutefois, même si comparativement à ses sept précédentes saisons, celle-ci est moins réussie, en la remettant en perspective, il s'agit tout de même de la onzième saison d'affilée où le club termine sur le podium.

#### En coupe d'Europe
En coupe d'Europe, les ambitions de début de saison sont très élevées. Le président, Jean-Michel Aulas, parle même de faire mieux que tout ce que les prédécesseurs avaient fait, ce qui signifie atteindre les demi-finales. Toutefois, le parcours en phase de groupe étant moyen, le club doit se contenter de la deuxième place. Cette deuxième place le voit tirer la redoutable équipe du FC Barcelone pour les huitièmes de finale. Une grande équipe européenne que l'équipe de Claude Puel ne parviendra pas à dominer. À noter que le FC Barcelone termine vainqueur de cette compétition.
Cette saison mitigée voit le club rétrograder de la huitième place à la dixième au classement UEFA, le plaçant derrière les clubs de Séville, du Bayern Munich et du Werder Breme, mais devant l'Inter Milan, Villarreal et le Real Madrid.

#### En coupes nationales
Là aussi, l'ambition du club a été éteint avant d'arriver à des niveaux élevés. Arrêté en huitièmes de finale dans les deux compétitions, le club n'a pas réussi à s'illustrer ici non plus.

## Joueurs et staff

### Staff technique
Lors de la saison 2008-2009, Claude Puel effectue se seconde saison en tant qu'entraîneur. Pour effectuer sa tâche, il possède plusieurs adjoints dont les rôles sont définis. Patrick Collot et Bruno Genesio sont ses adjoints alors que Joël Bats effectue une saison de plus en tant qu'entraîneur des gardiens. Sonny Anderson, un ancien joueur de l'OL, prend en charge les attaquants du groupe professionnel. Guy Genet est l'intendant du club et Rémi Garde cadre technique. D'autres personnes sont consacrées aux domaines physique et médical du groupe. Emmanuel Ohrant est médecin à l'Olympique lyonnais, et deux kinésithérapeutes, Patrick Perret et Sylvain Rousseau, sont en poste. Enfin, Robert Duverne s'occupe de la préparation physique de l'équipe professionnelle.
Dans le domaine administratif, Jean-Michel Aulas est président depuis 1987. Il est conseillé par Bernard Lacombe, un ancien joueur et entraîneur du club qui est chargé du recrutement des joueurs. Marino Faccioli est directeur communication.

### Les transferts
Ci-dessous la liste des transferts lors de l'été 2008.
| Nom                                                          | Nationalité                | Transfert                                                                     | Provenance/Destination       | Division                      |
| Arrivées                                                     |                            |                                                                               |                              |                               |
| Claude Puel (Manager général)                                | France                     | Transfert pour une durée de 4 ans                                             | Lille OSC                    | Ligue 1                       |
| Patrick Collot (Entraîneur adjoint)                          | France                     | Transfert pour une durée de 4 ans                                             | Lille OSC                    | Ligue 1                       |
| Hugo Lloris                                                  | France                     | Transfert définitif (8,5 M d'€ plus incentives) d'une durée de 5 ans          | OGC Nice                     | Ligue 1                       |
| Miralem Pjanić                                               | Bosnie-Herzégovine         | Transfert définitif (7,5 M d'€ plus incentives) d'une durée de 5 ans          | FC Metz                      | Ligue 1                       |
| Jean II Makoun                                               | Cameroun                   | Transfert définitif (14 M d'€ plus 1 M d'€ d'incentives) d'une durée de 4 ans | Lille OSC                    | Ligue 1                       |
| John Mensah                                                  | Ghana                      | Transfert définitif (8,4 M€ d'une durée de 5 ans)                             | Stade rennais                | Ligue 1                       |
| Frédéric Piquionne                                           | France                     | Transfert définitif (4,5 M€ d'une durée de 4 ans)                             | AS Monaco                    | Ligue 1                       |
| Pierrick Valdivia                                            | France                     | Néo-professionnel                                                             | Olympique lyonnais (réserve) | CFA                           |
| Clément Grenier                                              | France                     | Néo-professionnel                                                             | Olympique lyonnais (16 ans)  | CFA                           |
| Yannis Tafer                                                 | France                     | Néo-professionnel                                                             | Olympique lyonnais (16 ans)  | CFA                           |
| Saïd Mehamha                                                 | France                     | Néo-professionnel                                                             | Olympique lyonnais (18 ans)  | CFA                           |
| Lamine Gassama                                               | France                     | Néo-professionnel                                                             | Olympique lyonnais (réserve) | CFA                           |
| Dépense 2008 pour le recrutement de l'OL et statistiques     | 4 nationalités différentes | 42,9 M d'€ de recrutement                                                     | 6 provenances différentes    | 2 ligues différentes (France) |
| Prêts                                                        |                            |                                                                               |                              |                               |
| Timothée Kolodziejczak                                       | France                     | Prêt (1 an avec option d'achat)                                               | RC Lens                      | Ligue 1                       |
| Retours de prêt                                              |                            |                                                                               |                              |                               |
| Sandy Paillot                                                | France                     | Expiration de durée de prêt                                                   | Grenoble                     | Ligue 2                       |
| Fábio Santos                                                 | Brésil                     | Expiration de durée de prêt                                                   | São Paulo                    | Série A Brasileirão           |
| Ederson                                                      | Brésil                     | Expiration de durée de prêt                                                   | OGC Nice                     | Ligue 1                       |
| Loïc Rémy                                                    | France                     | Expiration de durée de prêt                                                   | RC Lens                      | Ligue 1                       |
| Milan Baroš                                                  | République tchèque         | Expiration de durée de prêt                                                   | Portsmouth FC                | Premier League anglaise       |
| Départs                                                      |                            |                                                                               |                              |                               |
| Alain Perrin (Entraîneur)                                    | France                     | Rupture de contrat                                                            | /                            | /                             |
| Christophe Galtier (Adjoint)                                 | France                     | Rupture de contrat                                                            | /                            | /                             |
| Patrick Müller                                               | Suisse                     | Fin de contrat                                                                | AS Monaco                    | Ligue 1                       |
| Frédéric Roux                                                | France                     | Fin de contrat                                                                | /                            | /                             |
| Loïc Rémy                                                    | France                     | Transfert définitif (8 M d'€ plus 3 M d'€ d'incentives maximum sur 4 ans)     | OGC Nice                     | Ligue 1                       |
| Hatem Ben Arfa                                               | France                     | Transfert définitif (12 M d'€ plus 1 M en cas de qualification en C1)         | Olympique de Marseille       | Ligue 1                       |
| Grégory Coupet                                               | France                     | Transfert définitif (1,5 M d'€ plus 500 000 € d'incentives )                  | Atlético de Madrid           | Primera División              |
| Sébastien Squillaci                                          | France                     | Transfert définitif, (6,25 M d'€ plus 500 000 € d'incentives)                 | FC Séville                   | Primera División              |
| Milan Baros                                                  | République tchèque         | Transfert définitif (5,5 M d'€)                                               | Galatasaray SK               | Championnat de Turquie        |
| Gains 2008 pour la vente des joueurs de l'OL et statistiques | 2 nationalités différentes | 33,25 M d'€ de gains avec 5 M d'€ d'incentives                                | 6 destinations différentes   | 3 ligues différentes          |
| Prêts                                                        |                            |                                                                               |                              |                               |
| Anderson Cléber Beraldo                                      | Brésil                     | Prêt (jusqu'en juin 2009)                                                     | São Paulo                    | Série A brésilienne           |
| Sandy Paillot                                                | France                     | Prêt (jusqu'en janvier 2009, avec option d'achat)                             | Grenoble                     | Ligue 1                       |
| Romain Beynié                                                | France                     | Prêt (jusqu'en juin 2009)                                                     | AFC Tubize                   | D1 belge                      |
| Retours de prêt                                              |                            |                                                                               |                              |                               |
| Marc Crosas                                                  | Espagne                    | Expiration de durée de prêt                                                   | FC Barcelone                 | Primera División              |

L'Olympique lyonnais n'a pas effectué de transfert de joueur durant le mercato hivernal. Le brésilien Fred résilie son contrat le 26 février.

## Équipe type
Source : footballdatabase.eu
| Lloris Réveillère Cris Boumsong Grosso Toulalan Makoun Juninho Keita Ederson Benzema |

## Statistiques

### Classement des buteurs
Durant les matchs officiels de la saison, soixante-dix-sept buts ont été marqués par les joueurs lyonnais. Ils ont par ailleurs bénéficié de deux buts contre son camp de Martin Demichelis au Bayern Munich et Aurélien Chedjou au Lille OSC. Le meilleur buteur pour l'OL est Karim Benzema avec vingt-trois réalisations. Il est suivi par Juninho avec dix buts. Un peu plus loin, Jean II Makoun a marqué neuf buts, puis cinq pour Ederson et Anthony Mounier et quatre pour Fred et Frédéric Piquionne. Kader Keita, César Delgado et Cris ont marqué trois buts, Kim Källström, Jean-Alain Boumsong et Sidney Govou en ont marqué deux et pour finir, quatre deux ont marqué un but. Il s'agit de Fabio Grosso et Anthony Réveillère.
Durant la période des matchs amicaux, Yannis Tafer a fait forte impression en marquant trois buts, alors Juninho Pernambucano en a marqué deux. Karim Benzema, Sidney Govou, Anthony Mounier et Jérémy Pied en ont marqué un.

### Classement des passeurs
La LFP établit un classement des passeurs pour les matchs du championnat de France récompensant les joueurs ayant effectué un passe dite décisive, c'est-à-dire permettant à un autre joueur de marquer un but. Kim Källström et Juninho ont comptabilisé cinq passes décisives, César Delgado et Ederson trois passes, deux pour Karim Benzema et une seule pour Miralem Pjanić, Anthony Mounier, Sidney Govou, Jean II Makoun, Jérémy Toulalan et Cris.

### Statistiques individuelles
| No. | Nat. | Position  | Joueur                  | Total  | Total | Ligue 1 | Ligue 1 | Ligue des champions | Ligue des champions | Coupe de la Ligue | Coupe de la Ligue | Coupe de France | Coupe de France |
| No. | Nat. | Position  | Joueur                  | Matchs | Buts  | Matchs  | Buts    | Matchs              | Buts                | Matchs            | Buts              | Matchs          | Buts            |
| --- | ---- | --------- | ----------------------- | ------ | ----- | ------- | ------- | ------------------- | ------------------- | ----------------- | ----------------- | --------------- | --------------- |
| 1   |      | Gardien   | Hugo Lloris             | 45     | 0     | 35      | 0       | 8                   | 0                   | 0                 | 0                 | 2               | 0               |
| 2   |      | Défenseur | François Clerc          | 10     | 0     | 9       | 0       | 1                   | 0                   | 0                 | 0                 | 0               | 0               |
| 3   |      | Défenseur | Cris                    | 44     | 3     | 34      | 2       | 6                   | 0                   | 1                 | 1                 | 3               | 0               |
| 4   |      | Défenseur | Jean-Alain Boumsong     | 43     | 2     | 32      | 1       | 8                   | 0                   | 0                 | 0                 | 3               | 0               |
| 5   |      | Milieu    | Mathieu Bodmer          | 20     | 0     | 17      | 0       | 3                   | 0                   | 0                 | 0                 | 0               | 0               |
| 6   |      | Milieu    | Kim Källström           | 41     | 2     | 32      | 2       | 6                   | 0                   | 1                 | 0                 | 2               | 0               |
| 7   |      | Milieu    | Honorato Campos Ederson | 45     | 5     | 35      | 5       | 8                   | 0                   | 1                 | 0                 | 1               | 0               |
| 8   |      | Milieu    | Juninho Pernambucano    | 38     | 10    | 29      | 7       | 7                   | 3                   | 1                 | 0                 | 1               | 0               |
| 9   |      | Attaquant | Fred                    | 20     | 4     | 15      | 2       | 4                   | 2                   | 1                 | 0                 | 0               | 0               |
| 10  |      | Attaquant | Karim Benzema           | 46     | 23    | 36      | 17      | 8                   | 5                   | 0                 | 0                 | 2               | 1               |
| 11  |      | Défenseur | Fabio Grosso            | 32     | 1     | 22      | 1       | 6                   | 0                   | 1                 | 0                 | 3               | 0               |
| 12  |      | Défenseur | Timothée Kolodziejczak  | 1      | 0     | 1       | 0       | 0                   | 0                   | 0                 | 0                 | 0               | 0               |
| 13  |      | Milieu    | Pierrick Valdivia       | 0      | 0     | 0       | 0       | 0                   | 0                   | 0                 | 0                 | 0               | 0               |
| 14  |      | Attaquant | Sidney Govou            | 19     | 2     | 15      | 1       | 4                   | 1                   | 0                 | 0                 | 0               | 0               |
| 15  |      | Défenseur | John Mensah             | 17     | 0     | 12      | 0       | 4                   | 0                   | 0                 | 0                 | 1               | 0               |
| 17  |      | Milieu    | Jean II Makoun          | 46     | 9     | 35      | 7       | 8                   | 1                   | 1                 | 0                 | 2               | 1               |
| 18  |      | Milieu    | Miralem Pjanić          | 23     | 0     | 20      | 0       | 1                   | 0                   | 0                 | 0                 | 2               | 0               |
| 19  |      | Milieu    | César Delgado           | 27     | 3     | 20      | 2       | 4                   | 0                   | 0                 | 0                 | 3               | 1               |
| 20  |      | Défenseur | Anthony Réveillère      | 23     | 1     | 19      | 0       | 4                   | 1                   | 0                 | 0                 | 0               | 0               |
| 22  |      | Défenseur | Clément Grenier         | 0      | 0     | 0       | 0       | 0                   | 0                   | 0                 | 0                 | 0               | 0               |
| 23  |      | Attaquant | Kader Keita             | 29     | 3     | 21      | 1       | 5                   | 1                   | 1                 | 0                 | 2               | 1               |
| 25  |      | Gardien   | Joan Hartock            | 0      | 0     | 0       | 0       | 0                   | 0                   | 0                 | 0                 | 0               | 0               |
| 26  |      | Milieu    | Fábio Santos            | 9      | 0     | 6       | 0       | 0                   | 0                   | 1                 | 0                 | 2               | 0               |
| 27  |      | Attaquant | Anthony Mounier         | 26     | 5     | 18      | 2       | 4                   | 0                   | 1                 | 0                 | 3               | 3               |
| 28  |      | Milieu    | Jérémy Toulalan         | 43     | 0     | 33      | 0       | 8                   | 0                   | 0                 | 0                 | 2               | 0               |
| 29  |      | Attaquant | Tafer                   | 4      | 0     | 3       | 0       | 0                   | 0                   | 0                 | 0                 | 1               | 0               |
| 30  |      | Gardien   | Rémy Vercoutre          | 5      | 0     | 3       | 0       | 0                   | 0                   | 1                 | 0                 | 1               | 0               |
| 31  |      | Milieu    | Saïd Mehamha            | 0      | 0     | 0       | 0       | 0                   | 0                   | 0                 | 0                 | 0               | 0               |
| 32  |      | Défenseur | Lamine Gassama          | 10     | 0     | 7       | 0       | 1                   | 0                   | 1                 | 0                 | 1               | 0               |
| 34  |      | Milieu    | Jérémy Pied             | 0      | 0     | 0       | 0       | 0                   | 0                   | 0                 | 0                 | 0               | 0               |
| 35  |      | Défenseur | Thomas Fontaine         | 0      | 0     | 0       | 0       | 0                   | 0                   | 0                 | 0                 | 0               | 0               |
| 36  |      | Défenseur | Sébastien Faure         | 1      | 0     | 0       | 0       | 0                   | 0                   | 1                 | 0                 | 0               | 0               |
| 38  |      | Milieu    | Alexandre Lacazette     | 0      | 0     | 0       | 0       | 0                   | 0                   | 0                 | 0                 | 0               | 0               |
| 39  |      | Attaquant | Frédéric Piquionne      | 26     | 4     | 19      | 2       | 3                   | 1                   | 1                 | 0                 | 3               | 1               |